# Lea De Mae
Lea De Mae, właś. Andrea Absolonová (ur. 26 grudnia 1976 w Pradze, zm. 9 grudnia 2004 tamże) – czeska modelka i aktorka filmów pornograficznych.

## Życiorys

### Wczesne lata
Urodziła się w Pradze jako córka Anny i Vladimíra Absolonów. Miała młodszą siostrę Lucie (ur. 1978). Już od wczesnego dzieciństwa trenowała jazdę figurową na lodzie oraz balet, a następnie pływanie. Od szóstego roku życia zaczęła trenować skoki do wody. W wieku 12 lat trafiła do reprezentacji juniorów w tej dyscyplinie. Uczyła się w liceum sportowym w Pardubicach.

### Kariera
Była określana jako następczyni dwukrotnej medalistki Mileny Duchkovej. Pięciokrotnie była mistrzynią Czech i raz brązową medalistką Mistrzostw Europy. Była członkiem narodowej reprezentacji Czech w skokach do wody. 
W 1996 roku, półtora miesiąca przed igrzyskami olimpijskimi w Atlancie na zawodach w Madrycie doznała poważnej kontuzji kręgosłupa (pęknięty dysk) przy skoku z trampoliny. Lekarze nie dawali jej szans na powrót do sportu, jednak ona chcąc zakwalifikować się na igrzyska w Sydney trenowała nadal indywidualnie. 
Potrzebowała pieniędzy na treningi, więc kiedy w roku 1998 fotograf reklamowy Adolf Zika zaproponował jej sesję zdjęciową, zgodziła się pozować nago do kalendarza, a następnie do męskich magazynów. Na igrzyska olimpijskie się nie zakwalifikowała, więc postanowiła zakończyć karierę sportową. 
Hobbystycznie zaczęła uprawiać spadochroniarstwo. W celach zarobkowych zaczęła grywać w filmach porno czeskiej wytwórni Dream Entertainment, której producentem był Oldřich Widman. Następnie podjęła współpracę dla Private Studio w USA. Jej pseudonim Lea De Mae zaczerpnięto od nazwiska divy Hollywood Mae West. W grudniu 1999 roku wzięła udział w amerykańskiej produkcji Johna Stagliano Face Dance Obsession z Daniellą Rush, Monicą Sweetheart, Hakanem Serbesem i Nacho Vidalem. Wystąpiła w ponad 80 filmach, w tym Euro Angels 21: Budalicious (2000) z Christophem Clarkiem, Dripping Wet Sex 5 (2002)/Ten Wet Girls (2003) ze Steve'em Holmesem czy El diablo español vs. Las luchadoras del Este (2004) z Andreą Moranty. 
Razem z Silvią Saint, Daniellą Rush i Monicą Sweetheart zyskały miano "The Dream Team". Ceniono je za naturalność (brak tatuaży, nadmiernego piercingu, silikonowych piersi). Pojawiały się razem w scenach lesbijskich i heteroseksualnych, ich specjalnością stał się seks analny. Na początku 2004 roku wycofała się z branży porno.

### Życie prywatne
Była w związku z czeskim hokeistą Martinem Maškarincem. W lipcu 2004 roku podczas skoku spadochronowego straciła przytomność. Podczas badań wykryto u niej złośliwy nowotwór mózgu. W sierpniu przeszła pierwszą operację, jednak zmiany nowotworowe były już zbyt duże. Ostatnie dni życia spędziła w szpitalu w Pradze, gdzie zmarła 9 grudnia 2004 roku, na 17 dni przed 28. urodzinami. Pochowana została na Cmentarzu Ďáblickim w Pradze. 

## Nagrody i nominacje
| Rok  | Nagroda   | Kategoria                              | Film                                                              | Inni wykonawcy               | Rezultat  |
| ---- | --------- | -------------------------------------- | ----------------------------------------------------------------- | ---------------------------- | --------- |
| 2003 | AVN Award | Wykonawczyni zagraniczna roku          | –                                                                 | –                            | Nominacja |
| 2003 | AVN Award | Najlepsza scena seksu analnego – wideo | Buttfaced! 3 (2002), reż. Michael Stefano                         | Michael Stefano              | Nominacja |
| 2004 | Ninfa     | Najlepsza aktorka drugoplanowa         | Private Xtreme 12: Hot Property (2004), reż. Gazzman              | –                            | Nominacja |
| 2012 | AVN Award | Najbardziej skandaliczna scena seksu   | Twilight The Porno and Other XXX Parodies (2011), reż. Jim Powers | Dave Hardman i Johnny Thrust | Nominacja |